# Theologisches Seminar Erzhausen
Das Theologische Seminar Erzhausen (TSE; früher Theologisches Seminar Beröa) ist das Theologische Seminar des Bundes Freikirchlicher Pfingstgemeinden (BFP).

## Angebot
Das Seminar bietet ein vierjähriges Studium der Theologie an. Das Studium gliedert sich in sieben Theorie- und ein Praxissemester. Es bereitet auf den Dienst als Pastor, hauptsächlich im Bund Freikirchlicher Pfingstgemeinden, oder als Missionar vor. Der Pastorendienst beginnt im BFP nach dem Studium üblicherweise mit einem Vikariat. Es besteht die Möglichkeit, parallel einen Bachelor-Abschluss an der Global University der Assemblies of God in den USA zu machen.

## Namensgebung, Geschichte
Der frühere Name Theologische Seminar Beröa war nach der antiken makedonischen Stadt Beröa benannt, dem heutigen Veria. Dort sollen Paulus und Silas auf der zweiten Missionsreise von Mitgliedern der jüdischen Gemeinde „freundlicher als … in Thessalonich“ aufgenommen worden sein. In der Apostelgeschichte heißt es, dass die erwähnten Juden das Evangelium bereitwillig aufgenommen und „täglich in der Schrift“ geforscht hätten, „ob sich’s so verhielte“ (Apg 17,10–11 ).
1954 wurde mit Hilfe der Assemblies of God ein Gelände in Erzhausen erworben, um dem Seminar einen festen Sitz zu geben.

## Bildergalerie

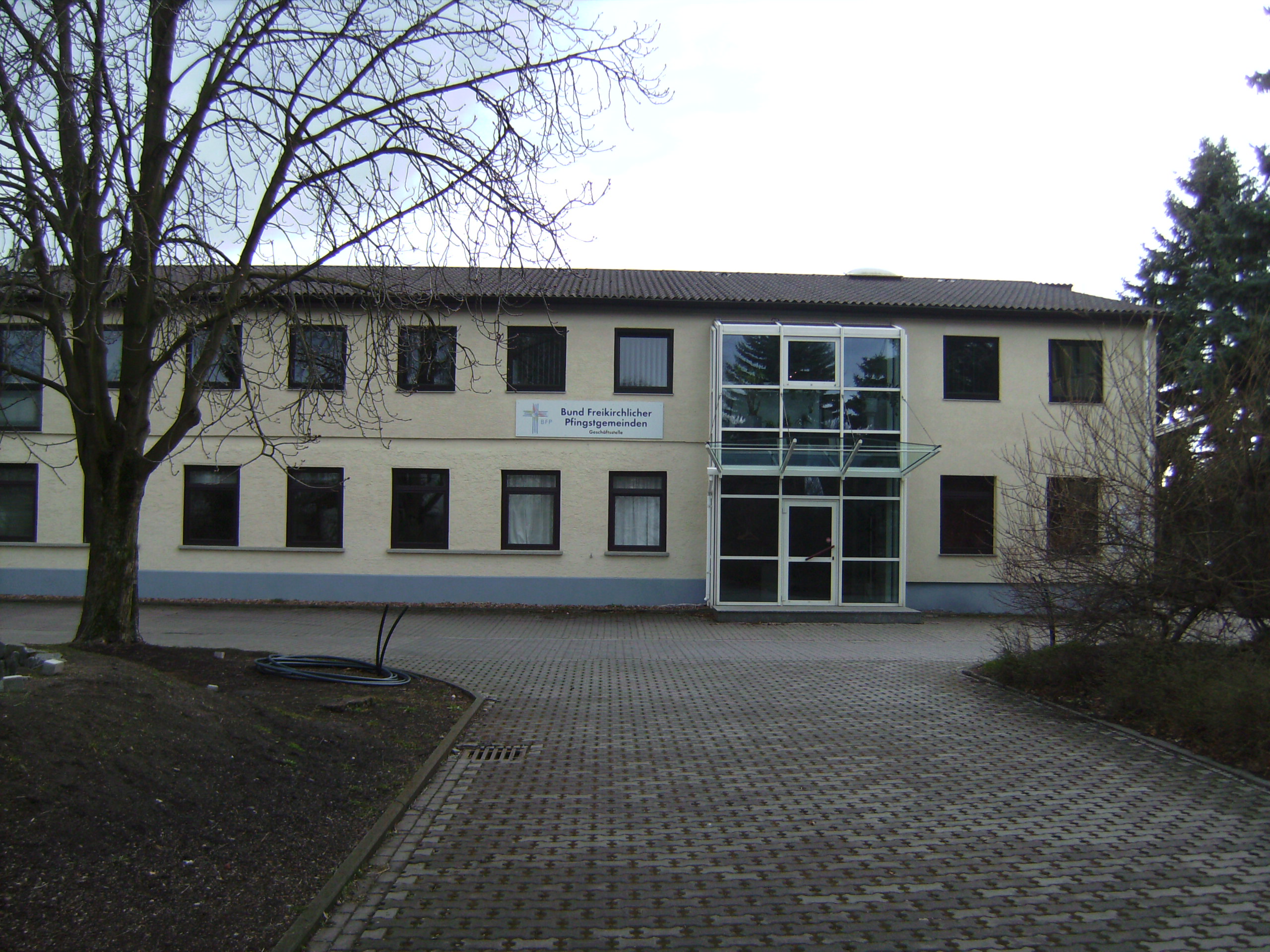
Bundesgeschäftsstelle des Bundes Freikirchlicher Pfingstgemeinden in Erzhausen (2009)
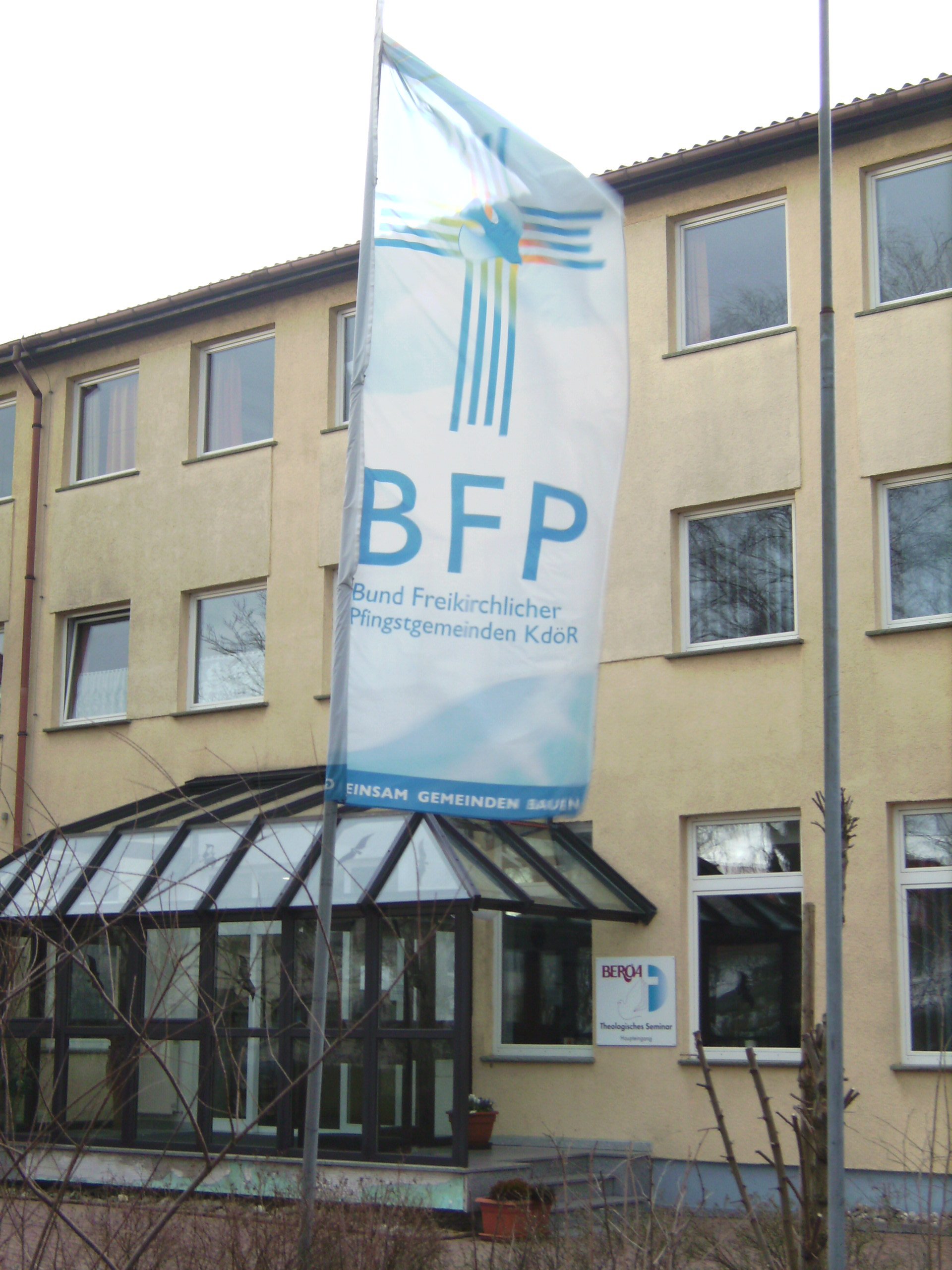
BFP-Flagge, im Hintergrund das Hauptgebäude des Theologischen Seminars Beröa, Erzhausen (2009)
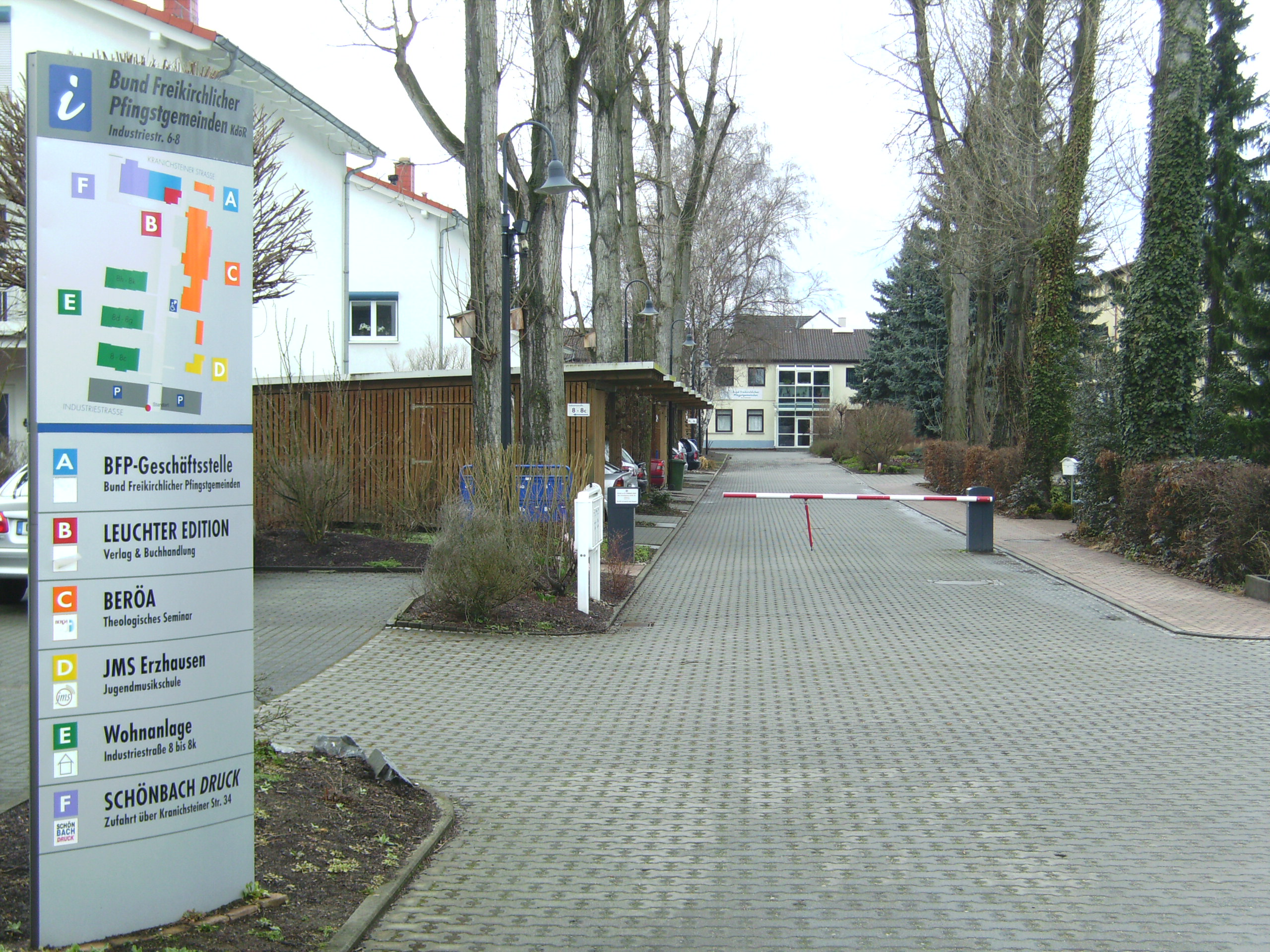
Theologisches Seminar Beröa, Erzhausen (2011)
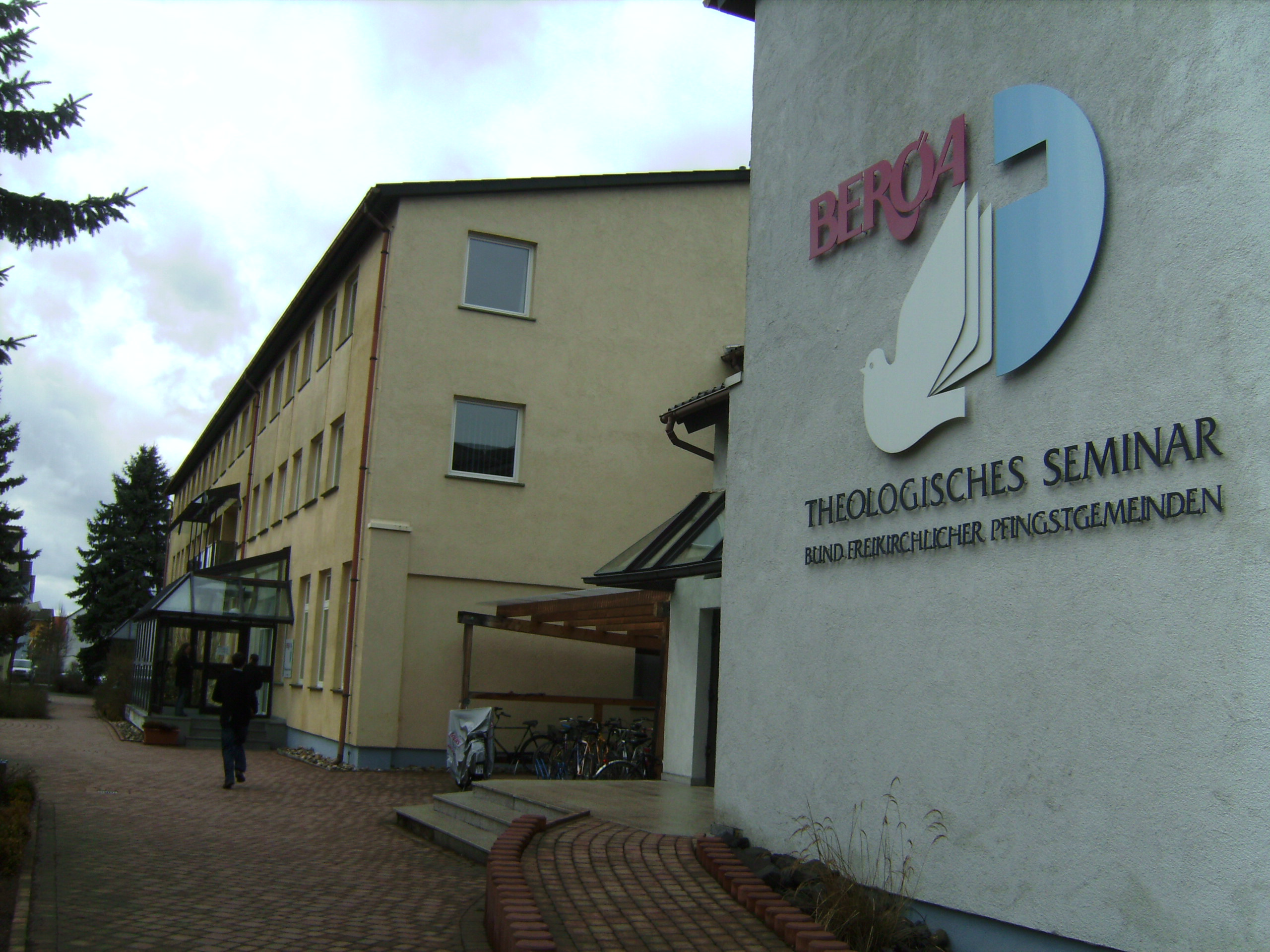
Theologisches Seminar Beröa, Erzhausen, Haupteingang (2012)

Koordinaten: 49° 56′ 56″ N, 8° 38′ 58,2″ O